# David Pujadas

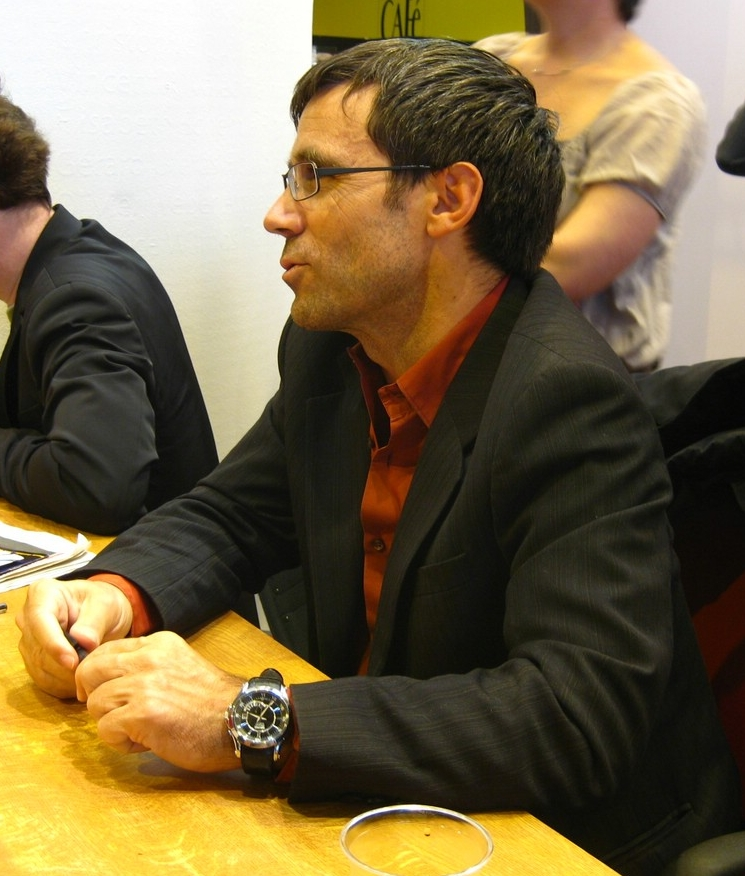
David Pujadas in 2009

David Pujadas (Barcelona, Spanje, 2 december 1964) is een Frans journalist. Van 3 september 2001 tot 17 mei 2017 was hij anchor van het Journal de 20 heures ("achtuurjournaal") van de publieke zender France 2.
Pujadas studeerde politieke wetenschappen aan het Institut d'études politiques (Sciences Po) in Parijs en economische wetenschappen aan de Universiteit van Aix-Marseille in Aix-en-Provence. In 1988 begon hij in Parijs aan een opleiding tot journalist. Tussen 1989 en 2001 presenteerde hij verschillende nieuwsbulletins op zenders van de Groupe TF1, waaronder TF1 zelf. In 2001 werd hij aangenomen als presentator van het Journal de 20 heures van de zender France 2, het belangrijkste nieuwsbulletin van Frankrijk.
- Bibliothèque nationale de France: cb125261562 (data)
- Gemeinsame Normdatei: 137984324
- International Standard Name Identifier: 0000 0000 5887 6970
- Library of Congress Control Number: n96057150
- Système universitaire de documentation: 034512470
- Virtual International Authority File: 44408340
- WorldCat: E39PBJfH3cdPTpHFtCdwwW7vHC